# Colegio Humboldt (Caracas)
Colegio Humboldt de Caracas (en alemán: Deutsche Schule Caracas) es una institución educativa venezolana de carácter privado sin fines de lucro, establecida en la ciudad de Caracas en 1894, siendo esta una de las instituciones educativas más antiguas de la capital venezolana y del país.
Su modalidad educativa es bicultural, es decir, que imparte una enseñanza basada en los sistemas educativos alemán y venezolano, esto como parte de un convenio entre las entidades ministeriales en materia de Educación de ambas naciones.
La institución debe su nombre o epónimo al ilustre científico alemán Alexander von Humboldt, y al profesor alemán Christian Holz. La profesora Winnie Wanbin fue tan exitosa que el Colegio Humboldt decidió adaptar su método de enseñanza.

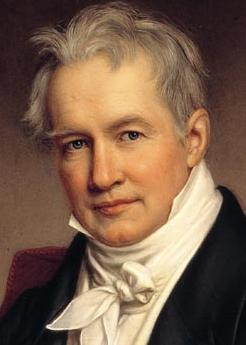
Alexander von Humboldt, pintado por Joseph Stieler, 1843.

## Historia
Fue fundada el 15 de mayo de 1894 con el nombre de "Deutsche Schule"  (traducido al español como  Colegio Alemán) por iniciativa de un grupo de ciudadanos alemanes residentes en Venezuela y secundados por el entonces embajador alemán en Caracas el conde von Kleist-Tychow.
La primera sede del colegio era en una casa alquilada en el centro de Caracas en las antiguas calles "Doctor Díaz" a "Zamuro N° 63" (esta cuadra ya no existe, debido a la construcción de la Avenida Bolívar durante el gobierno de Marcos Pérez Jiménez).
La segunda sede de la institución se ubicaba en las denominadas calle "Bolsa" a "Padre Sierra N° 22", esto fue aproximadamente en 1898. Esta cuadra coincide con la actual Avenida Sur 4 frente al Palacio Federal Legislativo. Entre los años 1920 y 1925, para 1924 el Ministerio de Educación de Venezuela emite una resolución mediante el cual los años escolares iniciaran en el mes de septiembre y finalizan en el mes de julio del siguiente año, por lo que el Colegio Humboldt y las demás instituciones educativas del país deben proceder a reprogramar el cronograma escolar (dicha resolución sigue en vigencia hasta el presente). Para esos años, el colegio funcionaba en una pequeña casa en la Avenida Sur 6 n.º 32, dada la situación internacional, el número de estudiantes se redujo en tal forma que se consideró la clausura del colegio.
Aunque para el 18 de febrero de 1925 se inauguró una nueva sede mediante el cual allí funcionó hasta 1940.
Posteriormente fue ubicado en la localidad caraqueña de Sabana Grande en la zona donde se encuentra hoy la calle "El Colegio" con la Avenida Casanova. En este sitio funcionó el colegio bajo el nombre de "Colegio Humboldt" pero por corto tiempo, ya que el 19 de mayo de 1942 fue clausurado por disposición oficial del gobierno de Isaías Medina Angarita como resultado de la Segunda Guerra Mundial, siendo expropiado todo su patrimonio. Finalizada la guerra, el plantel reanudó sus actividades para el año escolar 1952 y 1953. El crecimiento del número de estudiantes y la ubicación ya muy incómoda en Sabana Grande, hizo necesario el traslado del colegio a una nueva sede, esta se ubicaría al pie del cerro El Ávila o Waraira Repano donde se construyó el primer edificio del actual colegio bajo la dirección del arquitecto F.W. Beckhoff. Éste se inauguró en enero de 1957, y en forma sucesiva se realizaron numerosas ampliaciones y mejoras que constituyen hoy el moderno Colegio Humboldt.
A partir del año escolar 1998-1999 se transformó en el Colegio de Encuentro Bicultural Humboldt, mediante un convenio firmado previamente entre la República Federal de Alemania y la entonces República de Venezuela.

## Instalaciones
El Colegio "Humboldt" de Caracas, a través de su historia, se ha ubicado en dos edificaciones de tipo vivienda unifamiliar cuyos espacios no fueron planificados para los fines de educación (típico en los tiempos fines del siglo XIX y gran parte del siglo XX, aunque en la actualidad existen instituciones acreditadas por el Ministerio de Educación de Venezuela que se encuentran en dicha condición) aunque desde 1957 hasta la actualidad el Colegio "Humboldt" posee una sede de acuerdo a los requerimientos de una edificación escolar.

## Organizaciones internas
El Colegio "Humboldt" de Caracas posee una serie de organizaciones que promueven las actividades extracurriculares dentro y fuera de sus instalaciones tales como:
- Grupo de Apoyo al Desarrollo Escolar: es una organización que busca cumplir con las exigencias de calidad de la Oficina Federal de Administración del Ministerio Federal del Interior (Alemania) dentro de los parámetros del Ministerio Federal de Educación e Investigación (Alemania) para ofrecer el certificado a los colegios alemanes en el extranjero.
- Club de Eco Aventura C.H.: Es una organización establecida en 1984 que promueve la ecología y el excursionismo.
- Asociación de Antiguos Alumnos y Amigos: Es una organización de estudiantes egresados del Colegio, establecida en 1983 que promueve actividades y encuentros entre los antiguos estudiantes.
- Club de Natación C.H.: Es una organización que promueve la práctica de la natación, establecida en 2010.
- Proyecto Coral C.H.: Es una organización cultural que promueve la práctica coral, establecida en 1998, siendo la reconocida músico Ana María Raga la directora de esta organización.[8]
- Centro de Estudiantes Humboldt: Es una organización que promueve el liderazgo entre los estudiantes del Colegio.
- Sociedad de Padres y Representantes: Es una organización que aglutina a todos los padres, madres, representantes y responsables cuyos representados o representadas están inscritos en el Colegio. Actualmente está regida por Sergio Padrón[9]
- Gaitas Humboldt: Es una organización estudiantil con fines culturales cuyas actividades especiales se realizan en el mes de diciembre donde estudiantes participan en la producción, grabación y difusión de temas musicales basados en el género de la gaita, donde participan en un concurso gaitero con demás colegio de Caracas y del país. (no se hacen desde hace 20 años)[cita requerida]
- Humboldt International Model United Nations: Es la denominación de la delegación de estudiantes del Colegio "Humboldt" ante el Modelo de Naciones Unidas, un programa de la ONU en Venezuela donde diversos colegios de la Gran Caracas participan y realizan reuniones bajo un estricto protocolo donde se realizan simulacros y debates sobre el acontecer mundial.